# Пію прирічний
Пію прирічний (Synallaxis beverlyae) — вид горобцеподібних птахів родини горнерових (Furnariidae). Мешкає в Колумбії і Венесуелі. Описаний у 2009 році.

## Опис
Довжина птаха становить 13-16 см, вага 11,5-14 г. Верхня частина тіла світло-коричнева, крила і хвіст темно-коричневі. Тім'я руде, покривні пера крил руді, лоб і щоки сірі. Горло білувате, на горлі чорна плямка, над очима білуваті "брови". Нижня частина тіла білувата, боки коричнюваті.

## Поширення і екологія
Прирічні пію є ендеміками долини річки Оріноко. Вони живуть в чагарникових заростях на річкових островах та в прибережних заростях в заплавах. Живляться бнезхребетними, яких шукають серед рослинноста на висоті до 3 м над землею. Сезон розмноження триває з квітня по червень. Гніздо закрите, видовжене, з трубкоподібним входом. В кладці 2-3 білих яйця.

## Збереження
МСОП класифікує стан збереження цього виду як близький до загрозливого. Прирічним пію загрожує знищення природного середовища.